# Min Lütten

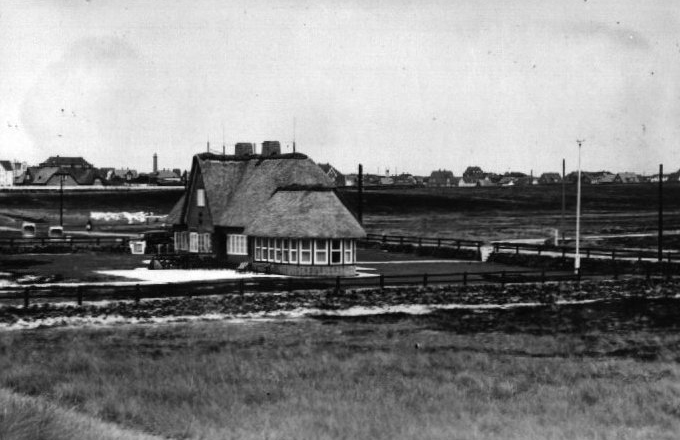
1940

Min Lütten ist ein Kulturdenkmal an der Seestraße 39 in Wenningstedt, Sylt. Es wurde 1937 auf Veranlassung von Hermann Görings Frau Emmy Göring als Ferienhaus errichtet. Es handelt sich um ein Wohnhaus mit reetgedecktem Kurzwalmdach mit niedrigen Anbauten, Rundgauben, und Ziegelfassade. Architekt war Otto Heilmann.
Emmy Göring verkaufte das Haus 1958 an eine Kölner Familie. Die Erben verkauften das Haus 2019, danach wurde es saniert und mit moderner Haustechnik ausgestattet. 2022 wurde die ostasiatische Kartoffelrose als Neophyt im Bereich des Grundstücks mittels Baggern entfernt.
Das Haus steht mit Stand 2025 zum Verkauf.